# JabRef
JabRef是一套開放原始碼、處理BibTeX格式的文獻管理軟體，提供了簡易操作的介面來編輯BibTeX檔案。
功能包含從網路上的科學資料庫匯入資料，以及整理和搜尋BibTeX檔案等。
JabRef的發佈遵循GNU通用公共授權條款。軟體則是用Java作編程，可以使用於各種作業系統，如Windows、Linux、Mac OS X。
JabRef最初的版本發佈於2003年11月29日。

其名稱JabRef代表著Java、Alver、Batada、Reference。
其中 Alver 和 Batada 分別為 Morten O. Alver 和 Nizar Batada，兩位最初的開發者。

## 功能

#### 收集
- 搜索许多在线科学目录，如CiteSeer, CrossRef, Google Scholar, IEEEXplore, INSPIRE-HEP, Medline PubMed, MathSciNet, Springer, arXiv, 和 zbMATH。
- 导入超过15种参考格式的选项
- 轻松检索和链接全文文章
- 根据ISBN，DOI，PubMed-ID和arXiv-ID获取完整的书目信息
- 从PDF中提取元数据
- JabFox Firefox Add-on允许您直接从浏览器导入新引用，只需单击一下即可

#### 整理
- 将您的研究分组到分层收集中，并根据关键字/标签，搜索术语或您自己的手动作业组织研究项目
- 高级搜索和过滤功能
- 通过与Google学术搜索，Springer或MathSciNet等精选在线目录进行比较，完成并修复书目数据
- 可定制的引文密钥生成器
- 自定义和添加新的元数据字段或引用类型
- 查找并合并重复项
- 附上相关文件：开箱即用的20种不同文件，完全可定制和可扩展
- 根据可自定义的规则自动重命名和移动关联的文档
- 跟踪您的内容：排名，优先级，打印，质量保证

#### 引用
- 原生BibTeX和Biblatex支持
- 为Emacs，Kile，LyX，Texmaker，TeXstudio，Vim和WinEdt等外部应用程序提供“一键编写”功能。
- 在数千种内置引文样式之一中格式化引用或创建自己的样式
- 支持Word和LibreOffice / OpenOffice以插入和格式化引文

#### 分享
- 许多内置导出选项或创建自己的导出格式
- 库被保存为一个简单的文本文件，因此很容易通过Dropbox与他人共享，并且版本控制友好
- 在团队中工作：通过SQL数据库同步库的内容

## 安装
builds.jabref.org （页面存档备份，存于） 提供了新的开发版本，最新的稳定版本可在FossHub （页面存档备份，存于）上获得。JabRef可以在任何配备Java虚拟机（1.8）的系统上运行，可以免费从Oracle （页面存档备份，存于） 下载。请注意，目前不支持Java9.从JabRef 4.0开始，必须安装JavaFX支持。
- Windows：JabRef提供了一个安装程序，它还为您的开始菜单添加了JabRef的快捷方式。
- Linux：请参阅安装指南 （页面存档备份，存于）。
- Mac OS X：请参阅Mac OS X FAQ （页面存档备份，存于）。

## 证书许可
从版本3.6开始，JabRef根据mit-license获得许可。有关完整的MIT许可证，请参阅 LICENSE.md （页面存档备份，存于）。
JabRef还使用由其他方分发的库，字体和图标。请参阅外部库 （页面存档备份，存于）以获取详细信息。

## 外部連結
- JabRef 網站（页面存档备份，存于）